# Christian Krahn
Christian Krahn, född i Lübeck, död 1704, var en svensk organist.

## Biografi
Christian Krahn föddes i Lübeck. Han var troligen elev till Buxtehude. Krahn var organist och kompositör. Han anställdes som hovorganist 1681 och undervisade därefter prinsessan Hedvig Sofia i klaverspel.